# 石橋晶
石橋 晶（いしばし あき）は、日本の文部科学官僚。

## 来歴
1996年福岡県立修猷館高等学校から東京大学文科一類に入学、2000年東京大学法学部卒業。東大法学部在学中に国家公務員一種試験（法律）に合格。2000年4月 文部省入省（高等教育局学生課）。2001年1月 文部科学省高等教育局学生課。2003年4月から2005年4月までは外務省経済局に出向。WTO貿易交渉業務に従事。2005年4月 文部科学省初等中等教育局初等中等教育企画課教育委員会係長。2012年4月 兵庫県教育委員会社会教育課長。2013年4月 兵庫県教育委員会教育企画課長。2014年4月 兵庫県教育委員会特別支援教育課長。2018年2月 文部科学省高等教育局企画官､（併）高等教育局高等教育企画課高等教育政策室長､（命）大臣官房教育改革調整官。

## 略歴
- 2000年4月：文部省入省（高等教育局学生課）[3]。
- 2001年1月：文部科学省高等教育局学生課。
- 2001年4月：文化庁長官官房政策課。
- 2003年4月：文部科学省大臣官房人事課総務班専門職､（併）外務省経済局国際機関第一課。
- 2004年8月：文部科学省大臣官房人事課総務班専門職､（併）外務省経済局貿易課。
- 2005年4月：文部科学省初等中等教育局初等中等教育企画課教育委員会係長。
- 2007年7月：文部科学省初等中等教育局初等中等教育企画課専門官､（併）初等中等教育局初等中等教育企画課教育委員会係長。
- 2007年8月：文部科学省科学技術・学術政策局基盤政策課専門官。
- 2008年8月：文部科学省高等教育局大学振興課大学改革推進室大学院振興専門官。
- 2009年7月：文部科学省高等教育局大学振興課長補佐。
- 2012年4月：兵庫県教育委員会社会教育課長。
- 2013年4月：兵庫県教育委員会教育企画課長。
- 2014年4月：兵庫県教育委員会特別支援教育課長。
- 2015年7月：文部科学省高等教育局国立大学法人支援課長補佐。
- 2017年4月：文部科学省高等教育局国立大学法人支援課国立大学戦略室長。
- 2017年7月：文部科学省高等教育局国立大学法人支援課企画官。
- 2018年2月：文部科学省高等教育局企画官､（併）高等教育局高等教育企画課高等教育政策室長､（命）大臣官房教育改革調整官。
- 2019年7月：文化庁文化資源活用課文化遺産国際協力室長
- 2021年10月：文部科学省大臣官房人事課人事企画官
- 2023年8月：文部科学省総合教育政策局生涯学習推進課長
- 2024年7月：文部科学省高等教育局大学教育・入試課長
- 2025年4月：文部科学省高等教育局大学振興課長